# Хенри Бофорт
Хенри Бофорт (енгл. Henry Beaufort; око 1374, Шату де Бофорт - 11. април 1447, Вулвси палата) је био средњовековни енглески клерик, прелат и кардинал-бискуп Винчестера и члан куће Плантагенета, тачније њеног огранка куће Бофорт. Играо је главну улогу у свим важним питањима свог времена.
Био је незаконито дете Џона од Гента и Катарине Свинфорд, све док, заједно са браћом, није признат 1396. године. Они су тада узели име Бофорт, по замку у којем су рођени. Признавањем за члана владајуће династије, Хенријев политички успон био је готово осигуран. Како се школовао за свештеника у почетку је добијао само црквене положаје, од којих му је највиши било место бискупа Линколна. Његов даљи успон почео је 1399. године када је на енглески престо дошао његов истоимени полубрат, који га је поставио за лорда канцелара. У међувремену, напредовао је и у црквеним положајима, поставши бискуп Винчестера. У том периоду Бофорт се сукобљавао са кантерберијским надбискупом Томасом Арунделом и на крају га је победио.
Врхунац Бофортове моћи била је владавина његовог нећака Хенрија V (1413—1421), коме је помогао да дође на власт и финансирао његову обнову Стогодишњег рата у Француској, а овај га је заузврат вратио на положај лорда канцелара. Пресудну улогу Бофорт је одиграо и на сабору у Констанци, где је 1417. године, највише његовом заслугом, изабран јединствени римокатолички папа Мартин V и тиме окончана Западна шизма.
После смрти краља Хенрија, Бофорт је, заједно са Вилијамом де ла Полом и својим нећацима: Хемфријем од Глостера и Јованом од Бедфорда, постао један од намесника његовог истоименог малолетног сина. Док је са Јованом и са Вилијамом био у релативно добрим односима, Бофорт је са Хемфријем био у правом рату. Слабији Бофорт успео се одржати, због тога што је солвентонст Енглеске зависила од њега. После једног политичког пораза, 1426. године, он је, по папином позиву, пошто је постао кардинал, отишао из Енглеске да као папаски легат предводи нови Хуситски рат.
После војног пораза, он се 1428. године вратио кући да би скупљао војску за нови рат.

## Биографија

### Порекло и младост
Хенри Бофорт је рођен 1374. године у замку Бофорту у Мези на Лоари, као други син Џона од Гента, сина енглеског краља Едварда III и првог војводе од Ланкастера и његове љубавнице, извесне даме Катарине Свинфорд супруге сер Хуга Свинфорда. Ова деца нису била призната све док се Џон 1396. није оженио Катарином мало пред своју смрт 1399. године. Деца рођена у том браку узела су име Бофорт, по замку у ком су рођена, а парламент и тадашњи енглески краљ Ричард II су годину дана касније признали њихову законитост, али су им изричито одрекли право наслеђивања престола.
Хенри је и крштен у замку где је рођен. Студирао је и на Оксфордском универзитету, али више времена у Ахену, где је проучио грађански и канонски законик. Године 1389. рукоположен је за каноника Тејма, а 1391. за каноника Сатона у дијацези Линколн. 

### Политички успон
Након легитимације Хенри, као део владајуће династије почиње да добија високе положаје у Краљевини. Године 1397. постаје декан Велса. 1. јуна 1398. године папском одредбом, после смрти Џона Бокајнгема, изабран је за бискупа Линколна, а посвећен је 14. јула исте године. 1399. постаје канцелар Оксфорског универзитета. Доласком његовог полубрата Хенрија IV Ланкастера, 1399. године, на престо, добио је истакнуто место у Краљевству и политички успон му је био загарантован. Бофорт потом оснива неку врсту Уставног суда партије и са својим братом Јованом стално подржава новог краља, насупрот политици Томаса Арундела, способног надбискупа Кантерберија. Године 1403. краљ га поставља за канцелара Енглеске и у исто време именује га за члана великог и сталног савета 19. новембра 1404. године, после смрти Вилијама Вајкехамског, папском уредбом постављен је за бискупа Винчестера, после чега се одрекао положаја канцелара. Посвећен је тек 11. априла 1405. године.  Био је учитељ свог имењака Хенрија, принца од Велса и вршио је велики утицај на њега.
У међувремену, Бофорт је прешао у опозицију и подржао Арундела у Савету главног министра, али Арундел убрзо прелази на краљеву страну са свим старијим одборницима. Бофорт и даље остаје у опозицији и стаје на чело млађе и популарније партије, а придружује му се и принц од Велса. Године 1407. Арундел, који је тада био канцелар, је поразио Бофорта, али краљ Бофорту потврђује легитимност добијену од Ричарда и потврду допуњује речима:
Поред краљевског достојанства (лат. Excepta regali dignitate).
У овој допуни Бофорту је изричито забрањено наслеђивање енглеских краљева. Међутим, пошто се ове речи не појављују у потврди парламента, оне немају правну вредност, мада та чињеница није признавана у то време. Међутим, надбискупова снага је била у опадању, а Бофортова у јачању и било је само питање времена кад ће овај бити смењен.  У то време Бофорт наставља да напредује у црквеним положајима и 27. августа 1409. године је именован за легата папе Гргура XII за Енглеску и Ирску. У то време Хенри постаје и амбасадор краља Енглеске у Француској. У даљој борби Арундел губи подршку и 1410. за канцелара је постављен брат Хенрија Бофорта, Томас Бофорт, војвода од Ексетера. Томасу парламент, када се састајао, није потврдио положај, па је Хенри сазвао парламент да би му потврдио положај. Изговор за сазивање парламента, Хенри ја нашао у томе да треба одржати лојалност Француске и Шкотске Енглеској и током сазива је говорио:
То нам треба да задовољимо сваку правду (енгл. It becometh us to fulfil all righteousness).
Др. Стабс, који у својој Уставној Историји дао сјајну скицу каријере бискупа Бофорта као енглеског политичара, истакао је вероватноћу да је током постављања Томаса Бофорта за канцелара, принц Хенри владао у име свог оца, које је тада био болестан. Владавина способног принца Хенри, који се одлично сналазио у владарским дужностима, донела је Бофортову доминацију у савету. Сукоб Арундела и Бофорта дошао је до врхунца 1411. године. Династички сукоби куће Ланкастер, учинили су Хенрија слабијим од свог супарника. Сукоби су, наиме, избили 1410. године смрћу Јована Бофорта, маркиза Самерсета, када је краљев брат Томас Ланкастер, оженио његову удовицу и захтевао да му Хенри Бофорт исплати заоставштину свог брата која му је била поверена и која је износила 30.000 марака. Бофорт је одбио захтеве, а принц Хенри га је подржао против свог брата.  Желећи да увећају своју моћ, уз сагласност својих присталица, Бофорт и принц Хенри су покушали да принуде краља да абдицира.  Краља је разбеснео овај захтев и зато је избацио принца из савета. Бофорт и цела његова странка и делили су срамоту принца. Тек у новембру краљ је измољен да да опроштај принцу, Бофорту и осталим угледнијим њиховим присталицама. Потом је Томас Бофорт опет постављен за канцелара 1412. године. По налогу принца и Бофорта, Томас је донео са собом промену у спољној политици. Они су подржали ствар бургундског војводе, а 1411. уједињене снаге Енглеске и Бургундије однели су сјајну победу над Армањацима код Сент Клауда. Када је и Арундел подржао Бургунђане, савез је раскинут и експедиција је послата у помоћ Армањацима. 

### Даљи политички успон
Када је 1413. године Хенри, принц од Велса, дошао на престо, Бофорт је опет добио положај канцелара.  Он је 15. маја исте године отворио и прво заседање парламента током владавине Хенрија V. 23. септембра био је један од надбискупских судских помоћника у суђењу сер Џону Олдкастлу. Када је следеће године избио опасан устанак који је замало резултирао Олдастловим бекством, Бофорт се, на отварању парламента у априлу, обратио речима:
Он је био нагнао своје срце да разуме законе (енгл. He hath applied his heart to understand the laws).
Овим речима је описао како је хришћанска вера у опасности од уништења од стране Лолардске конфедерације, и мир краљевства од стране немира, и позвао људе да помогну круну и владу у сузбијању јереси. Потом је послат као енглески делегат у Француску да преговара за мир.  Предложени услови били су толико тешко прихватљиви и у одсутном стању у ком се тад налазила Француска.  Године 1415. године Бофорт улази у сукоб с краљем када је овај са обновом Стогодишњег рата увео нове порезе за свештенство, али је овај сукоб убрзо превазиђен. На отварању парламента 4. новембра исте године говорио је о племенитим подвизима краља у рату у Француској и позивао на захвалност народа, који одговорио великим одобравањем. Рат је, међутим, ставио краља у тешку финансијску ситуацију, а Хенри је у сваком тренутку био спреман да му пружи финанскијску помоћ. Он није могао да наследи велики поседе, али његови значајни приходи од Свете столице су биле толико огромне суме новца да је могао финансирати краља с времена на време и донирати новац за украшавање државних установа до величанствености. Вероватно је његова могућност сталног проналажења спремног новца био резултат финансијске способности Енглеске тог времена. Овим се повећао Бофортов углед. Знајући да користи отплату од краља стекао је огромно богатство, за које се никад није уздржавао да позајми круни, да би му касније било враћено с каматом.  Године 1416. краљ је од њега позајмио 14.000 литара злата, а као залог отплате Хенри је од краља добио одређену златну круну.

### Ходочашће: Сабор у Констанци
Јула 1417. Бофорт је смењен с положаја канцелара и одлази на ходочашће у Свету земљу, а у ствари да присуствује сабору у Констаци.  Године 1414. тај сабор је засео, да би извршио реформу цркве, борио се против јереси и изабрао новог јединственог папу и тако превазишао Западну шизму. Бирање новог папе отегло, али енергични Хенри V је захтевао да се избор што пре изврши. Желео је папу који ће бити наклоњен Енглеској и подржавати њене активности у Француској. Да би обезбедио брз избор, у Констанцу је 1417. године послао Хенрија. Под његовим притиском немачки цар Сигисмунд је променио мишљење, и сабор се најзад определио за поступак при избору папе. За новог папу тада је био изабран Одо Колона, који је узео име Мартин V.
Лоша страна прераног избора папе била је што сабор није успео да уништи реформаторе католичке цркве који су се великим делом налазили и у Енглеској. Добра страна овог прераног избора била је за Бофорта пошто је добио положај кардинала, 28. новембра, и касније папског легата. Кад је Арунделов наследник Хенри Чихл, исто тако велики Бофортов противник, чуо за његово унапређење, писао је краљу Хенрију, који се тад налазио у Француској.  Уплашивши се овим писмом да ће амбициозни Бофорт бити и сувише ефикасан папски потпарол, присилио га је да поднесе оставку на ове нове функције. Бофорт се сигурно веома разочарао у краља, али је и даље остао веран круни.
Када се 1421. вратио у Енглеску, Бофорт је краљу, иако је још у току било отплаћивање претходног кредита, позајмио износ од 14.000 литара. Тако је укупан краљев дуг њему износио 22.306 литара. Поново је добио златну круну из руку благајника, као залог за отплату. У децембру исте године, Бофорт је био кум новорођеном Хенрију од Винчестера. Наредне године, када је био на самрти, краљ је показао да има поверења у њега тако што га је именовао за једног од чувара новорођеног принца. 

### Намесник Енглеске
После смрти краља Хенрија V, 31. августа 1422. године, Бофорт је именован за старатеља новог краља Хенрија VI. Тада је његов државнички таленат дошао до пуног изражаја. Већ богати кардинал, богатио си и даље позајмљивао је новац за несолвентну круну по високим каматним стопама. Бофорт је финансирањем државе учврстио своју моћ, пошто његови непријатељи нису могли да се боре против човека од кога је зависила солвентност државе.
Бофорт је улазио у жестоке сукобе са главним намесником Хемфријем од Глостера, најмлађим братом покојног краља, који је желео да престо осигура за себе. За разлику од непромишљеног Хемфрија, Бофорт је водио мудру политику. Хемфрија је спасила подршка коју му је пружао старији брат  Јован од Бедфорда, који је управљао енглеским поседима у Француској.  Децембра 1422. Бофорт је именован за члана савета, али остали чланови строго су му ограничавали овлашћења старатеља краља.  Када је 1424. године  Хемфри одлазио из Енглеске у своју узалудну експедицију против Еноа,  Бофорт је постао канцелар по трећи пут.  У одсутству како Бедфорда тако и Глостера, влада се финансијски опоравила од њиховог претераног расипништва и Бофорту је отплаћено 2.000 литара позајмице. Бофортова администрација била је непопуларна у Лондону, где су грађани били уз глостерског војводу. Његова попустљивост Фламанцима, разљутила је трговце, а неке уредбе градоначелника и одборника које су ограничавале запошљавање радника, а које су и одобрене од стране савета, поставили су раднике против владе. Незадовољество ових је резултирало претећим порукама постављеним на вратима Бофортове палате и бурним седницама људи трећег сталежа код крана у Винтрију, од којих су неки гласно желели виде Бофорта тамо да би га бацили у Темзу. Због овога Бофорт је у Тауеру поставио гарнизон који су сачињавали њему лојални људи из Војводства Ланкастер.
Због ових нереда, Глостер се убрзо враћа у земљу. Опште нерасположење у савету против Глостера и његова неуспешна експедиција још су више повећали раздор између њега и канцелара. 30. октобра 1425. војвода је убедио градоначелника Лондона да подигне покретни мост на Лондонском мосту и тако не дозволи Бофорту да уђе у Лондон. У Лондону је потом у ноћним сатима дошло до сукоба између Бофортових присталица и присталица војводе. Све радње у Лондону биле су затворене, а грађани су у гомилама долазили до моста да подрже свог градоначелника. Да се није умешао надбискуп и Педро, војвода Коимбре, који се ту затекао, избио би опасан немир. Канцелар је одмах потом писао Бедфорду, молећи га да, за добробит краља, своју безбедност и безбедност краљевства, хитно дође у Енглеску. Бедфорд је дошао и покушао да реши спор у савету. Ствари, међутим, нису биле сређене док се 18. фебруара 1426. године на Бедфордов предлог није састао парламент (тзв. Батински парламент) у Лестеру да би преузео суђење. 
Глостер је теретио канцелара и да је хтео да на превару отме краља, стога није хтео да га пусти да преко Лондонског моста уђе у град и учврсти се Тауеру. Он га је такође теретио за заверу против Хенрија V, док је овај још био принц од Велса, када га је саветовао да узме круну од свог оца. Бофорт је одговорио на ове тешке оптужбе тако што је наредио лордовима да изда декрет о оповргавању оптужби за издају против Хенрија IV, Хенрија V и Хенрија VI и Бедфорд га је прогласио за:
правог човека за краља, његовог оца и деду (енгл. true man to the king, his father, and his grandfather).
Потом је дошло ди измирења између Бофорта и глостерског војводе. Иако је успео да се одбрани оптужби, Бофорт је на неки начин изгубио парницу,  јер је 12. марта морао да поднесе оставку на место канцелара. Потом он подноси захтев за издавање дозволе за одлазак на још једно ходочашће. Међутим, он није одмах напустио Енглеску, пошто се његово име спомиње на још два заседања савета у остатку године. 

### Хуситски рат
Бофорт наставља да напредује и у црквеним положајима. Охрабрен стањем владе у Енглеској, папа је обновио план да Бофорта прогласи кардиналом, који је прошли пут био помршен енергичном политиком Хенрија V. Папа је његовим именовањем за кардинала хтео да добије савезника у сузбијању хусиства.  Дана 24. маја 1426. године постао је кардинал-свештеник Сант'Еусебија. Бофорт овим добија управу над папском администрацијом. Марта следеће године, он у друштву с Бедфордом напушта Енглеску и на Благовести 25. марта из његових руку добија црвену кардиналску капу цркви Свете Марије у Калеу. Прихватајући нови положај Бофорт је направио грешку, која га је довела у невоље.  Легатска комисија која је испитивала његово ново достојанство, смањила је његову популарност и дала прилику непријатељима да га нападну.  Енергични кардинал сада почиње, уместо за своју добробит, да ради за добробит своје земље и за папу. Његова политика од тада се идентификује папском политиком која је, под Мартином V, била непријатељски настројена према црквеној слободи Енглеске. Нови кардинал није губио време у папском позиву у рат против Хусиста.  Исте године папа га, уз сагласност цара, проглашава за свог легата за Свето римско царство, Угарску и Бохемију да би се супротставио тој јереси, са којом се папство борило још од 1421. године.
У тренутку када кардинал долази у Бохемију, три војске крсташа напале су Хусите на Мжеу. Напад није успео и кардинал се код Тахова придружио немачкој војски у борби против Хусита. Кад је разбијена немачка војска кренула у бег, он је наредио да се војска окрене и Хуситима покаже крст. Војска је успаничила и непослушавши наређење, видевши како Чеси напреују према њима, окренула и побегла. Узалуд их је позивао да се зауставе и приме битку. Чак је и поцепао заставу Царства и бацио је пред ноге немачких принчева, али узалуд. Ускоро је и сам морао да спашава живу главу од налета чешке војске. Папа му је сам написао писмо охрабрујући га да истраје у крсташком рату. Саветовао га је да обнови црквену дисциплину у Царству и да стави тачку на сукоб између надбискупа Келна и Мајнца, да би немачка црква дала сву снагу у крсташком рату.

### Главни намесник Енглеске

#### Именовање
Кардинал се потом враћа у Енглеску да би прикупио новац за нови Хуситски рат и на уласку у Лондон 1. септембра 1428. био је свечано примљен код одборника и градоначелника Лондона. Међутим, када је тражио легатску провизију, Хемфри, чији се утицај на младог и болешљивог краља повећао, је одбио да му је исплати, наводно због тога што је то била неуобичајена ствар. Хемфрија је у томе подржао краљев проктор Ричард Коудри. Проктор је чак хтео да покрене процес против њега пошто се овај обавезао да се у легатском послу неће раздвајати од краља. Покретање процеса није успело. Кардинал се и сукобио са војводом, помрсио његове планове и повратио свој утицај у Краљевском савету. Фебруара 1429. он одлази у Шкотску, како црквеним тако и цивилним послом. У близини Вервика састао се са шкотским краљем Џејмсом I и његовом мајком, а својом нећаком Џоан. Он се онда враћа у Енглеску и потом 22. јуна одлази у нови рат у Бохемију.
Катастрофа у Француској, међутим, приморала је савет да притисне Бофорта и не дозволи му одлазак у нови рат. Савет је тражио од њега да са својим трупама остане Енглеској. Неопходан Енглеској у овако тешком положају Бофорт је пристао на ово, и остао једини регент у Енглеској. Он се морао оправдавати папи изјављујући да је био приморан да поштује краљеву наредбу и да би његове трупе одбиле да га прате да он то није учинио. Папина смрт у фебруару 1431. године, ставила је тачку на Бофортову ангажованост у Хуситским ратовима.  Тако је 6. новембра 1429. године клан Бофорта је на челу са Хенријем заменио војводу од Глостера на месту главног намесника. Овај снажан и осион клан ће наредне две деценије играти водећу улогу у државној управи младог Хенрија VI, а бискуп ће бити најснажнија личност тог периода.
Пред крај 1429. Бофорт је добио 1.000 литара како би покрио трошкове мисије коју је намеравао да предузме на двору Филипа, војводе од Бургундије, који се управо оженио својом нећаком Изабелом од Португала. Његова сагласност у позајмљивању трупа које је покренуо на крсташки рат очигледно ојачао свој положај у Енглеској. Када је Глостер у другој половини децембра покушао да га истера из савета, кардинал је одговорио гласањем да ли је његово присуство законито, а требало је да буде у свим приликама, осим када су краљ и папа у сукобу.

#### Ангажман у Француској
Уплашен његовом већом снагом, Глостер га је наговорио  да у априлу 1430. године, оде с краљем у Француску. Током 1430. и 1431. године кардинал се бавио француским пословима. У новембру 1430. он је позајмио краљу 2.815 литара злата и наређено је савету да наредне године отплати све заостале дугове.
Он тамо, 1431. године, учествује у суђењу бискупа Бовеа Пјера Кошона (фр. Pierre Cauchon) будућој светици Јованки Орлеанки у Руану, главном граду Нормандије . Суд је образован тако да је у њему узело учешћа и француско свештенство, првенствено париско .
Он је, заједно с Кошоном управљао суђењем. Ако се узме у обзир обичаји тог времена, суђење је било неправедно. Цркви је припадало право да просуди да ли су се неком указале стварне визије или обмане које је послао ђаво. Самим тим што је одбила да прихвати заједничку пресуду Бофорта и Кошона, да су њене визије биле обмане, Јованка је постала јеретик . Такође, носила је мушку одећу, упркос одредбама канонског права, и одбијала је да прихвати да је у томе нешто лоше . Укратко, Јованка је пркосила цркви и била је осуђена због тога. Париски универзитет, који је вероватно био најпозванија установа у целом хришћанству за такве спорове, потпуно је подржао одлуке суда. Истовремено, треба увидети да су Бофорт и Кошон били политички бискупи у потпуној власти хладнокрвог и дивљачки осветољубивог Јована од Бедфорда. Војвода их је непрекидно подсећао да им је превасходни задатак да пошаљу Јованку на ломачу и жестоко их је прекоревао кад би показали знаке оклевања или одуговлачења . Јованка је осуђена на ломачу, а Бофорт јој је изрекао смртну казну. Оптужена за чаробњаштво и лажна пророчанства, можда стављена и на муке, Јованка је осуђена на смртну казну и спаљена и у Руану исте године. Та смртна казна, ипак, никакве користи није донела Енглезима. Њихов рат у Француској био је већ изгубљен .
Дана 17. децембра, позивајући се на уговор из Троа из 1420. године, Бофорт је крунисао Хенрија VI у Нотр Даму у Паризу за краља Француске. Овим је озваничена Дуална монархија Енглеске и Француске.

#### Оптужбе
У међувремену, Глостер је искористио његово одсуство да још једном покуша га, наводно у име круне, лиши власти. На главном заседању савета 6. новембра, Хемфри, краљев оружани пратилац и адвокат су тврдили да Бофорт не може, као кардинал, да и даље држи енглески бискупије. У овом заседању савета бискуп Вустера, у одговору на питање Глостера, изјавио је да је чуо бискупа Личфилда, који је деловао као Бофортов проктор, како је рекао да је кардинал за себе купио изузеће из јурисдикције надбискупа Кантерберија. Епископ Личфилд, који је био присутан, није ни демантовао ни потврдио ову изјаву . Савет није био склон поступити у журби са стварима од таквог значаја, али је наредио да се претраже документи, а питање је одложено до повратка краља . Међутим, три недеље касније Глостер је био успешнији у државном савету, где је број бискупа био већи у односу на лаике одборнике који су у већем броју били заступљени у општем савету. Овај већи број свештеничког елемента било у супротности са Бофортовим интересом. Ствар је била још гора зато што је један од вођа заседања био надбискуп Чихл који му био природни непријатељ, а бискупи су били против њега у нади да би могли заузети упражњено место бискупа Винчестера. Сходно томе, у овом савету сви били против кардинала. Против кардинала је покренут поступак по статуту Praemunire. Неки драгоцени драгуљи који су му припадали, су одузети у Сендвичу.
Кардинал је био храбар у овој опасности. Он се вратио у Енглеску и присуствовао је парламенту који је заседао у мају  1432. године. Хемфри је тад покушао да још више подрије прелатов ауторитет и да га избаци из Краљевског савета, наводећи као нове оптужбе да кардинал не може да истовремено успешно одржава енглеску световну и духовну власт и да је неодан краљу. Ту, у присуству краља и војводе од Глостера, он је захтевао да чује шта су оптужбе против њега. Он се вратио, рекао је он, да би одбранио своје име, славе и части, што је за њега веће него земаљско богатство . Пошто су оптужбе биле неосноване, Глостер ништа није добио, напротив, Бофорт га је уз подршку краља Хенрија, још више потиснуо с власти. Хемфри је потом наручио атентат на њега, али неуспешно. Парламент је затим наставио да разматра одузимање његових драгуља. Кардинал је онда те драгуље у износу од 6.000 литара позајмио држави. Године 1434. издата је уредба да се кардиналу исплати тај новац, а заплена је проглашена незаконитом. Он је такође позајмио круни други износ од 6.000 литара, после чега је одложена исплата дуга од 13.000 марака. Бофорт своје савлађивање у највеће кризе у свом животу дугује пре свега подршци парламента.

#### Црквени послови и финансијски проблеми
Бофорт 1431. године није учествовао у конклави за избор новог папе Евгенија IV, исте године, али 10. јула исте године поверена му је управа над Климентовим манастином Сент'Еусебија у Риму. Дана 16. фебруара 1433. године добио је дозволу да присуствује Базелском сабору и да узме 20.000 литара злата. Кардинал је вероватно био заинтересован да у будућности и сам постане папа, иако није користио дозволу да присуствује сабору, он није напустио намеру да то учини. У јуну наредне године пре краљем је предстваио серију захтева краљу у којима тражи вредносне хартије за своје кредите. Он је навео да му је држава обећала повратак новца и стога га је он тражио да би га могао, када престане његов ангажман, трошити на начин на који он жели. У одговору на овај захтев му је речено да може да присуствује савету и да са њим договори исплату износа дозвољеног у претходној години. У међувремену, када је Бедфорд дошао у Енглеску, 1433. године, кардинал га је подржао против Глостера, и, заједно са осталим лордовима, сложио се са захтевом у заједничко добро војвода треба да остане у Енглеској, и помаже у одржавању краљеве власти. Промена у администрацији праћена је са снажним покушајем у економији да се поремете финансије краљевства, и кардинал, заједно са неким другим члановима савета, следећи пример Бедфордових присталица, пристао да се одрекне своје плате као одборника, под условом да њихово присуство није неопходно .

#### Конгрес у Арасу
Бургундски војвода Филип Добри, велики Бедфордов савезник, која му је допринео и олакшао прве победе , све је више стајао на француску страну. Хемфри од Глостера намеравао је да освоји Низоземску на коју је већ одавно Филип ставио прст, што је трајно уништило савез између двојице војвода . Једина веза на којо је почивало савезништво била је Бедфордова жена Ана, која је била Филипова сестра. После чије је смрти 1434. године, мир између Бургундије и Француске постао могућ. После дугих преговора које је водио француски племић војвода Ришмон, такође Филипов зет, војвода Бургундије пристао је да преговара о условима мира, али је захтевао да на састанку буду присутни и његови савезници Енглези.
Августа  1435. три стране састале су се у граду Арасу . Овде је тако почео чувени европски конгрес у Арасу. Циљ конгреса био је, ако је могуће, закљуливање мира између Француске и Енглеске и на њему је био присутан и Бофорт. Заједно са другим амбасадорима из Енглеске, он је имао моћ да склопи брак између краља и најстарије или друге ћерке свога противника Француској . Убрзо је постало јасно да је мир с Енглеском немогућ . Бедфорд је захтевао да Хенри VI буде признат за краља Француске и да Карло VII, француски краљ, пристане да поседе под својом влашћу држи као Хенријев вазал . Бофорт се, у међувремену, придружио својим колегама 19. августа и, супротно својим прелиминарним преговорима са Французима, убедио војводу од Бургундије да треба да напусти савез . Енглези су напустили преговоре 1. септембра , после чега се 6. септембра враћају у домовину , а војвода Филип је раскинуо савез с Енглеском и 20. септембра  склопио савез с Француском .

### Главни намесникДуалне монархије

#### Смрт војводе од Бедфорда и феудална анархија у Енглеској
Смрт војводе од Бедфорда, која се десила неколико дана касније, имала је значајан утицај на положај кардинала. Са Бедфордом, Ланкастерска кућа је изгубила скоро све што је остало од моћи у данима владавине Хенрија V, а од тог времена кућа Јорк , крупни земљопоседници у Енглеској , почели су да заузимају истакнуто место . С друге стране кардинал је постао најутицајнији члан савета, а у исто време постао је главни намесник енглеских поседа у Француској. Следећих неколико година влада је чврсто држана у његовим рукама. На тај начин је кућа Јорк природно ушла у ривалство са Бофортом, које био једина нада судбине владајуће куће. После Бедфордове смрти кардинал је био једини Енглез, како каже Др Стабс у својој Констисуцијалној Историји (енгл. Constitutional History):
који је имао било какву намеру да се зове политичаром (енгл. who had any pretension to be called a politician).
Његова политика је сада јасно обележена, а из тог времена он је почео озбиљно да ради за мир. Глостер, који је на самрти свог брата Бедфорда био његов противник, сада је сву своју снагу усмерио у циљу да осујети политику свога стрица, и чак, како изгледа, и покушавао да против њега искористи интерес непријатељске куће Јорк .
Током Хенријевог намесништва у Енглеској краљевска власт је била у пуном опадању. Карактеристичне црте политичког живота Енглеске тог периода били су бесконачни феудални ратови и размирице  и борба између феудалних клика за власт . Ово безобзирно господарење феудалаца, прекомерно повећавање пореза, пљачкање државне касе и срамни неуспеси у Француској изазивали су све веће роптање. Ритери, буржоазија и горњи слој сељака желели су јаку власт која би учинила крај феудалној анархији. Насупрот Бофорта, за чијег су намесништва безобзирно господарили феудалци, ритери и грађани почели су да подржавају представнике Јоршке династије на челу са далеким рођаком краљевског рода војводом Ричардом Јоршким .

#### Бофорт и папство
Одлуком савета из 1429. године кардинал је без обзира на сукобе са краљем и папом могао да присуствује заседању, па је 1434. године учествовао у заседању савета чији је сазивање било да стави тачку на папско именовање енглеских бискупа . Непосредно питање, који се односио на именовање новог бискупа Вустера, је решен компромисом предложеним у писму савета папи Евгенију IV коме је претплаћен положај кардинала. Љубомора према папском мешању која је изазвала овај спор може се уочити када је, у априлу 1437, кардинал пошто затражио дозволу да оде у Рим, савет је препоручио краљу да му не дозволи да напусти краљевство, наводећи као разлоге за овај савет бојазан да га нешто не задеси успут, и значај његовог присуства на преговорима о миру који су потом почели. Следеће године су даље саветовали краља да му не дозволи да присуствује Базелском сабору, одлуку коју Сер Харис Николас у својем предговору Уредба Државног савета (енгл. Ordinances of the Privy Council) сматра да је настала из:
страха од његове интригантности са кардиналима и другим утицајним еклазијастима, да би на сабору, за папску круну, жртвовао интересе своје земље.
У овој години Бофорт добија од краља пуно помиловање за сва кривична дела:
Од почетка света до тада (енгл. from the beginning of the world up to that time).
Ово помиловање, очигледно је упућивало на бављење са хартијама од вредности. То што је био заузет у вези са одбијањем свог путовања, изгледа да показује колико је његов положај био уздрман. Ако је и било тако, није прошло много пре него што је, због финансирања државе, његова моћ потпуно обновљена и он се враћа на власт .

#### Економија и трговина Енглеске
Без обзира на све политичке раздоре и ратне неуспехе, економски развитак Енглеске је ишао брзим корацима напред. Разуме се, феудални нереди тешко су се одразили на народној привреди, а ратни неуспеси неповољно су утицали на енглеско занатство и трговину. Ипак запажамо општи пораст производних снага и дубоки друштвени преображај .
Растао је извоз сукна и почињу да се извозе тканине , а главни предмет извоза постаје небојена тканина. Главни терет извоза пао је на трговачка друштва за извоз тканина . Најчувеније међу њима било је друштво трговаца-авантуриста. Енглески трговачки бродове све више плове свим морима Западне Европе . Енглеска све више прелази на активну трговину и на освајање нових тржишта. У то време код Енглеских трговаца се ствара чврсто убеђење да моћ Енглеске лежи на мору. Године 1436. појавио се Памфлет о енглеској политици, у коме се заступала мисао да је сама природа предодредила Енглеску за поморску трговину и господарење морем, да су моћ Енглеске и енглеска трговина међусобно су повезани .
У Енглеској наставља да се мења читаво друштвено уређење. Прво место у енглеској привреди све више добија гајење оваца, производња тканина и поморска трговина. Све је то рушило стари феудални поредак . Систем кметства брзо пропада, а на селу и у граду све се више шири најамни рад . Притом су многи од њих откупљивали слободу, тако да се интензивно смањивао број кметова .

#### Друштвени преображај
До крупне промене долази у области занатства. Настављају се преустројства градских еснафа. Посебно у то време видимо оштро раслојавање у еснафу, отежавање уласка у редове мајстора, претварање калфи у сталне најамне раднике. Уједно с тим почињу да настају и савези калфи. Низ малих еснафских мајстора фактички губи своју самосталност па је приморан да ради за крупне мајсторе и трговце. У градском се занатству све више заоштрава класна борба. Градска управа се затвара у узак круг, усретсређује у рукама еснафских врхова. У борби за обуздавање и потчињавање претпролетаријата још неојачалој градској буржоазији такође је била потребна подршка јаке централне власти.
Али главна линија развитка енглеског занатства текла је мимо градова. Нова форма занатске организације — мануфактура — изграђује се на селу. Град са својим еснафским ограничењима и монополима не представља за њу повољну основицу. Маса сеоских кућних занатлија све се више потчињава богатим трговцима-мануфактуристима. Ту се стварају првобитни облици капиталистичке експлоатације, којој је била потребна енергична државна подршка .
Наставља се са образовањем новог племства. То ново племство није личило на старо, феудално. Оно није живело толико од експлоатације зависног сељаштва колико од експлоатације најамног рада и продаје својих производа. Трговина, цене вуне и жита, ниска најамнина — то су питања која су највише интересовала ново племство. У редове тог новог племства продиру трговци, који су купили земљопосед, а исто тако и обогаћени кулаци. Новом племству била је потребна јака краљевска власт, која би могла да заштити интересе енглеске трговине и да чврсто држи у потчињености раднике .
Аренда у пољопривреди почиње да игра све већу улогу. Ликвидација домена на земљи крупних феудалаца створила је за њу нарочито повољне услове. Друга карактеристична појава на енглеском селу постаје прелажење једног дела обогаћених кулака, који су накуповали знатне деонице земље, у редове племства. Често стичу земљу и трговци, зеленаши, занатлије тежећи не само да уносно уложе свој новац, већ да стекну и политички утицај који је био везан с поседовањем земље. Редови новог племства брзо расту. Продаја и куповина земље доводи до појаве посредника и до шпекулације земљом. Цена земље скаче. Потрошивши знатне суме новца да би дошли до земље, нови земљопоседници настоје да из ње извуку што већи профит. Једна од препрека томе било је старо феудално сељаштво — копихолдери, који су плаћали утврђене новчане ренте. Ново племство настоји да се ослободи сељака-копихолдера, да би га заменило фармером чија се аренда могла повећавати према уносности пољопривреде. Често се сељачке деонице претварају у широке пашњаке за овце . Племство које је реорганизовало своје газдинство на новим основама, нови земљопоседници и горњи слој богатог сељаштва били су заинтересовани за јаку краљевску власт .

#### Рађање енглеског језика
У то доба долази до рађања енглеског као званичног језика. Енглески језик тек постепено потискује латински и француски језик из суда и парламента. Мада се и даље парламентарни акти пишу на француском. Латински остаје језик цркве и науке, али говорни језик свих класа друштва и језик књижевности постаје енглески .

#### Рат у Француској
Бофорт је практично био чувар француских поседа Хенрија VI и успео је да их одржи, иако је било сасвим јасно да су његови напори узалудни . Трпљен је неуспех за неуспехом . Један по један, градови и замкови који су држали Енглези предавани су француским заповедницима . Борба феудалних клика на двору још је више погоршала ствар. Енглези су мало помало изгубили све што су освојили у Француској .
Одмах по преузимању положаја намесника, Французи освајају град Мелан, а односи са Бургундијом наставили су да се погоршавају. Бесни лондонски народ опљачкао је имовину фламанских, пикардијских и холандских трговаца, покушавајући, истовремено, да војводине поданике, грофовије Холандију, Ено и Фландрију, увуку у рат против војводе, наравно без успеха. Војвода је с друге стране показао велико интересовање за Кале и почео је припреме за освајање града. Веровао је у брзо освајање града, па није извео опсежне припреме. У Калеу се после смрти Бедфорда смењују команданти града, док недисциплиновани градски гарнизон од 2.000 људи пљачка Пикардију. Дана 1. октобра исте године привремени командант је постао Ричард Вудвил, 1. гроф Риверса, а недељу дана касније наложено је повећање градског гарнизона. 1. новембра командант града, градске тврђаве и градског печата постаје Глостер, који постаје и командант и у Пикардији, Фландрији и Артои. Али, извесно је да је стварну власт у граду вршио Џон Редклиф, бивши Бедфордов поручник.
Већ 28. октобра француски капетан Шарл Демаре је освојио важан град Дјеп. У међувремену, француска војска под вођством Ришмона, Жана де Дуноиса, Амброаза де Лореа и самог краља, опседа Париз. Због помоћи Бургундије град се никако није могао одбранити, па га ови освајају 15. марта 1436. године. Недуго потом избија побуна енглеских присталица у Паризу, коју је Амброаз де Лоре угушио у крви. Захваљујући тактичкој супериорности и војсковођи Џону Талботу, Енглези су успели донекле очувати поседе. Џон Талбот се специјализовао за брзе нападе и успео је поразити Французе у великом броју битака. Њега је Бофорт, после дужег одсуства још од пораза код Патаја 1429. године, вратио у Француску. Године 1436. Џон је уз подршку Томаса Киријела са шачицом људи разбио прослављене француске војсковође Ла Ира и Жана Потона де Зантраја код места Ри у близини Руана, после чега је освојио Понтоаз. У међувремену, енглеска војска је била поражена код Епина на Сени.
Ову годину обележила је и силовита офанзива војводе Бургундије, који је након што је завео санкције Енглезима, опсео Булоњ на Мору, спремајући се да опседне и Кале. Градска посада се добро држала, па се град одржао. Бургундски бродовље покушало је да блокирају довоз хране у град, али их је спалила енглеска флота. Војвода је потом послао пет-шест стотина војника у пљачку Гравелина, али су становници на брзину организовали одбрану, која не само да је издржала напад Бургунђана, него је и побила неке три-четири стотине војника и заробила 120.
Потом се Жан II де Крој, предводећи 1.500 пикардијско-фламанских војника, придружио опсади Булоња и Калеа, док је командант Калеа повео 2.000 људи под Булоњ да пробије опсаду. Крој је пресрео Енглезе на мосту Неле и силовито их напао побивши око 70 непријатеља. Издржавши овај први напад, енглеска војска кренула је у контранапад и разбила нападаче побивши око стотинак њих, ранивши и самог Кроја, док се остатак војске спасио у Ардру. Победоносна енглеска војска вратила се у Кале, где је тада управо стигао гроф Мортен са појачањем.
Иза овог следила је званична објава рата. Бургунђани су на почетку освојили мања енглеска упоришта, међу којима је био Сангат, Белингам и замак Уа, где се налазио део гарнизона. Потом је, у јуну, фламанска и пикардијска милиција од око 30.000 људи на челу са самим војводом, опсела Кале, док је Крој био послат да освоји Гин. Сви су рачунали на брзо освајање града, али град је био добро припремљен и Едмунд Бофорт, га је добро бранио, па је одолевао неколико недеља, после чега је ентузијазам бургундске војске почео брзо да се смањује. Фландријском адмиралу Јану ван Хорну дат је задатак да блокира луку Кале и Хорне је потопио пет-шест бродова, али становници су успели да приђу олупинама током осеке и бродове опет учине употребљивим. На крају је олуја вратила Хорна у Холандију, па се његова експедиција завршила потпуним неуспехом. Овај неуспех је за Фламанце био превише, па њихова војска почиње да се осипа, а када је Глостер на челу са 10.000 војника стигао у појачање опседнутом граду, бургундски војвода је био приморан да нареди повлачење. Тако да су се опсаде Калеа и Гина завршиле понижавајућим поразом за Бургунђане.
Следећу годину Талбот је почео смелим освајањима по Соми, а, уз помоћ Киријела, завршио сјајном победом над бургундском војном силом код Кротое. Французи упркос његовом ангажовању све више узимају маха и 10. октобра посе дуге опсаде, дофен Луј и Ришмон освајају Монтеро. Године 1439. Французи освајају Мо, град који је још 1422. године освојио Хенри V.
Поред Талбота било је и других способних војсковођа. Ричард Јоршки је био популаран као способан војсковођа и једно време је поправио положај Енглеза у Француској. Широки енглески кругови објашњавали су све војне неуспехе који су уследили његовим опозивањем, до кога је дошло због Бофортових интрига на двору . У Француску је потом послат Глостер. Његова узалудна кампања у Фландрији, представљала је посебно финансијско оптерећење Енглеску. Исцрпивши ризницу, кардинал је позајмио краљу 10.000 марака и продужио је отплату претходног дуга под условом да му буде уплаћен износ од 14.000 марака и као залог отплате дато му је у посед неколико краљевских драгуља. Безнађе рата постало је очигледно . Па је кардинал, 1439. године, покушао да преговара за мировни споразум са Француском.

#### Покушаји склапања мира са Француском
У јануару 1439. кардинал је сазвао конференцију са бургундском војвоткињом у Калеу, а договорено је да амбасадори буду тамо послати да би обновили мира . Бургунђанима је био потребан мир због посрнућа фландријске трговине од енглеске пиратерије, што се директно одразило на економију. Током преговора који су уследили, кардинал је имао краљеву пуномоћ, а у вези са војвоткињом деловао као посредник између амбасадора две странке. Он се спустио у Кале 26. јуна. Пошто је био заговорник мира, надао се да ће да га обезбеди путем интервенције заробљеног војводе од Орлеана, док је, с друге стране, Глостер постављен за вођу кампање у Француској, ако се рат настави, и за чувара заробљеног орлеанског војводе. Преговарање је поверено кардиналу и делимично орлеанском војводи, што показује да је Бофорт у том тренутку имао у потпуности повраћен утицај у Савету. У његовом одсуству, међутим, глостерски војвода је остао без контроле, и савет је у складу са његовим наређењима послао инструкције амбасадорима да одбију француске захтеве, који су заиста били такве природе да је неуспех преговора био неумитан. 2. октобра кардинал и амбасадори су се вратили у Енглеску.
Још један покушај да се организује мир је направљен од стране кардинала и војвоткиње од Бургундије у јануару 1440. године. Амбасадори су поново именовани, а савет донео одлуку о ослобађању војводе од Орлеана. Пошто је био против ове одлуке, Глостер је жестоко опоменуо краља. Он је у дугом документу детаљно описао све своје узроке жалбе против Бофорта. Почео је са његовим прихватањем кардиналског шешира и његовог задржавања положаја бискупа Винчестер. Он га је оптужио за превару круне, за прослеђивање интереса своје породице у циљу повређивања краља, наводећи поткрадачке примере, а међу њима чињеницу да је, док Бофорт био канцелар, део откупа Џејмса Шкотског враћен на његовом венчању са Бофортовом нећаком. Он је даље изјавио да је био крив за екстраваганције и лошег управљања конгресом у Арасу и прошлог састанка амбасадора у Калеу, а да је сада намеравао да уништи краљеву домен у Француској ослобађањем војводе од Орлеана. Том манифесту, пуном горчине и зле намере, Савет вратио умерено састављеним одговором. Глостер је био моћан да уради ово клеветничко зло против оних који су тежили за мир и постављањем људских умова против њих, али је имао, за разлику од кардинала, праву потешкоћу у вођењу послова. Његова слабост се јавља у наредној години када је дошло до суђења његовој супрузи, Елеонори Кобем, која је оптужена за враџбине од стране надбискупа и кардинала .
Овај други покушај склапања мира је, такође, још исте године, пропао и то због незаинтересованости Француза, па је Стогодишњи рат настављен са великом снагом.
Иако је Бофорт био жељан мира, он никад није обесхрабрио снажно вођење рата у Француској. У расправи у Савету 6. фебруара 1443. године, када је постављено питање да ли војска треба послати у област Нормандије или Гијене, јер се чинило да је безнадежно слање трупа и у обе, кардинал је, након што су други говорили, неки за један, а неки за други предлог, изјавио да:
...му изгледа да су оба предлога стварно неопходна (енгл. him seemeth both to be entended were right necessary).
Потом је предложио благајнику да би требало да сва средства на располагању прогласи за, како каже Харис Николас:
постављање наведених армија (енгл. the setting of the said armies).
Када га је његов нећак, војвода од Самерсета, убедио да преузме команду над експедицијом која је направљена те године, кардинал је обећао да ће позајмити 20.000 литара за опрему, инсистирајући, међутим, у исто време да му се обезбеди исплата овог износа речима:
другом ће бити подесан новац (енгл. else he would lend no money).
Када, дакле, ово је читано пред лордовима у савету. Када је глостерски војвода је рекао да је такво читање непотребно, јер је његов стриц за то инсистирао и да ће бити то и ништа друго. Ове речи су биле пуне огорчења, али су биле довољно тачно, јер без помоћи кардинала цела експедиција морала је да Енглеску доведе до банкрота. У овој години Бофорт добија још једно опште помиловање и ослобађање од свих казни и казни за било шта да је учинио .

#### Даљи рат у Француској
Талбот наставља ратовање у Француској децембра 1439. године године када код града Ришмона, до ногу потукао 6.000 људи војводе Ришмона. Већ 1440. године он опет осваја Арфлер, а у јесен Тартас, док Французи опседају Евре и Конш. Следеће године, после тромесечне опсаде, Французи под своју власт враћају Понтоаз, Евре и Ла Реол. Талбот потом покушава да однесе још неку победу над Французима и 4 пута долази на реке Сену и Оазу, али Французи одбијају да приме битку. Због супериорности Енглеза, они у биткама све више примењују фабијанску тактику  и тако враћају град по град, пошто Енглези нису могли да држе под контролом толико велике поседе. Талбот се у фебруару 1442. године вратио у Енглеску да тражи појачање. Тамо је остао до 25. маја када се враћа са траженим појачањима и у јуну их постројава у Арфлеру. Почетком јуна исте године, Французи под заповедништвом Шарла II Д'Албреа су опсели Тартас. Енглези у граду су одбијали да се предају све док Албреу није стигло појачање од краља и дофена које је условило предајом града 24. истог месеца. Потом се Французима предаје и Конш и краљ лично осваја Сен-Севе. После овог пораза Талбот је 2. новембра опсео Дјеп. Неколико дана касније, 8. новембра, Французи на челу са Лујем Д'Етутвилом, лукавством освајају Гравлин.
У јуну 1443. године, Џон Талбот је, усред опсаде Дјепа, морао је да се врати у Енглеску и тражи ново појачање, али оно му није одобрено. Потом се враћа у Француску где разбија војску дофена и прослављеног Жана де Дуноиса, које су пристигле у помоћ опседнутом граду. 15. августа 1443. године град је пао.

### Последње године
Године 1443. године, Хенри Бофорт напушта политику и одлази у пензију, али се и даље мешао у политику Дуалне монархије. У Француској је покушавао да на место намесника поседа у Француској постави свог синовца Едмунда Бофорта, у чему је успео 1445. године. Хенри је наставио да напредује и у црквеним положајима тако што је у марту 1444. Бофорт постао и кардинал-протоперсвитер.
У краљевом браку са Маргаретом Анжујском, 1445. године, кардинал је морао да верује у обећање тог мира за које је тражио тако озбиљно, и зато је занимљиво видети да је краљичин свадбени прстен направљен од прстена са светлим рубинима, које је кардинал представио краљу на дан његовог крунисања . Овим се Бофортовом клану придружила још једна снажна личност . Последњи политички акт Бофорт је имао 20. фебруара 1447. године, када је наложио хапшење свог нећака Хемфрија, под оптужбом за издају. Он је био затворен у Бури-Сент-Едмундсу у Сафоку. У његовој мистериозној смрти, која се десила 23. фебруара, кардинал је сигурно могао да има некакву улогу . Глостер је вероватно био убијен по његовом налогу. Горчина и непријатељство војводе према њему, које је стављено изнад интереса Ланкастерске династије, за коју је Бофорт радио, је отворило пут за амбициозне планове у ривалским кућама .

### Смрт и карактер
Кардинал је преминуо 11. априла. Сцена Други део Хенрија Шестог (енгл. Second Part Henry VI) из драме Хенри VI у којој Шекспир приказује црно очајање због његове смрти, нема историјску основу. Дворана бележи неке речи приговора и покајања, каже Др Џон Бејкер, кардиналов капелан, шта му је господар рекао на самртној постељи. Упркос овој стручности, постоји добар разлог за сумњу у веродостојност приче. Кратка прича о последњим данима кардиналововог живота дата нам је од стране очевидаца . Док је лежао умирући у Вулвси палати у Винчестеру, имао је много људи, монаха, свештенства и лаике, окупљених у великој комори где се налазио. Т оје изазвало погребне услуге и реквијем маса. Током последњих неколико дана живота радио је све својом вољом, и написао је два тестамента 9. априла. У вечерњим сатима пре него што је умро, његова воља је прочитана пред свима који су били у комори. После тога тестамент је још мало исправљен и допуњен, јер је кардинал то сматрао за потребно. Ујутру следећег дана га је усмено потврдио. Затим је наредио да да људи изађу из коморе, и тако мирно умро. Према својој жељи, сахрањен је у својој катедрали  у чантри капели у ретроквиру Винчестерске катедрале.
Велики део његовог великог богатства је отишао у добротворне сврхе. Када његови извршиоци понудили краљу 2.000 литара од остатка његовог имања, краљ Хенри је то одбио, по Блакмановим Врлинама Хенрија VI (лат. De Virtutibus Henry VI):
Мој ујак ми је био веома драг, а према мени је био веома љубазан док је живео; нека га лордови награди! Радите са његовим добрима како сте дужни да радите; Нећу их.
Био је задужбинар и добротвор. Завршио је изградњу брода у катедрали у Винчестеру и обновио је опатију Хајд. Такође је обновио и Свети Крст, болницу дом за сиромахе, и обезбедио фондове да подрже додатних 35 станара, два капелана и три болничарке. Свети Крст је дао и ново име Нова кућа добротворне организације племенитог сиромаштва (лат. Nova Domus Eleemosynaria Nobilis Paupertatis).
Бавивши се пословима од светске важности, кардинал је живео и световим животом . У младости, имао је љубавницу лејди Алису Фицалан, ћерку Ричарда, грофа Арундела . Са њом је имао ћерку Џоан  или Џејн. Она се удала за сер Едварда Страдлинга, витеза Сен Дониног замка из области Граморган.
Бофорт је био амбициозан, охол, плаховит , арогантан, увек је гледао само своје интересе и био је похлепан до тачке грабљивог, али његове политичке и финансијске способности биле су без премца у Енглеској свог времена. Богат и пребогат, он је стално оптуживан због похлепе. Он, свакако, изгледа да је непотребно држао своју канцеларију као повереник породичних имања куће Ланкастер, која је морала да му повери бригу над знатном сумом новца. Трговином новцем, он није био крив што се побринуо да има што мањи губитак новца, а ако га нису волели, барем је успешно учинио своју земљу добитником његовог огромног богатства. Његови говори у парламенту су означене са уставним жељом да одржи круну, савет и одржи своја имања у Краљевству. Он је био неуморан у пословању државе, далековид и патриота у својим саветима. Породични односи са страним дворовима, као и његов положај кардинала, дао му је место у Европи какво није држао ни један други државник, и учинио га да најјачим представником своје земље у иностранству. Догађаји који су уследили након његове смрти су најбољи докази мудрости његове политике и његове лојалности круни, а на правом интересу Енглеској .

### Породично стабло
|  |                                          |  |  |  |  |  |  |  |  |  |  |  | 16. Едвард I Плантагенет, краљ Енглеске |  |  |  |
|  |                                          |  |  |  |  |  |  |  |  |  |  |  |                                         |  |  |  |
|  |                                          |  |  |  |  |  |  |  |  |  |  |  |                                         |  |  |  |
|  |                                          |  |  |  |  |  |  |  |  |  |  |  |                                         |  |  |  |
|  | 8. Едвард II Плантагенет, краљ Енглеске  |  |  |  |  |  |  |  |  |  |  |  |                                         |  |  |  |
|  |                                          |  |  |  |  |  |  |  |  |  |  |  |                                         |  |  |  |
|  |                                          |  |  |  |  |  |  |  |  |  |  |  |                                         |  |  |  |
|  |                                          |  |  |  |  |  |  |  |  |  |  |  |                                         |  |  |  |
|  | 17. Елеонора од Кастиље                  |  |  |  |  |  |  |  |  |  |  |  |                                         |  |  |  |
|  |                                          |  |  |  |  |  |  |  |  |  |  |  |                                         |  |  |  |
|  |                                          |  |  |  |  |  |  |  |  |  |  |  |                                         |  |  |  |
|  |                                          |  |  |  |  |  |  |  |  |  |  |  |                                         |  |  |  |
|  | 4. Едвард III Плантагенет, краљ Енглеске |  |  |  |  |  |  |  |  |  |  |  |                                         |  |  |  |
|  |                                          |  |  |  |  |  |  |  |  |  |  |  |                                         |  |  |  |
|  |                                          |  |  |  |  |  |  |  |  |  |  |  |                                         |  |  |  |
|  |                                          |  |  |  |  |  |  |  |  |  |  |  |                                         |  |  |  |
|  | 18. Филип IV Валоа, краљ Француске       |  |  |  |  |  |  |  |  |  |  |  |                                         |  |  |  |
|  |                                          |  |  |  |  |  |  |  |  |  |  |  |                                         |  |  |  |
|  |                                          |  |  |  |  |  |  |  |  |  |  |  |                                         |  |  |  |
|  |                                          |  |  |  |  |  |  |  |  |  |  |  |                                         |  |  |  |
|  | 9. Изабела Француска                     |  |  |  |  |  |  |  |  |  |  |  |                                         |  |  |  |
|  |                                          |  |  |  |  |  |  |  |  |  |  |  |                                         |  |  |  |
|  |                                          |  |  |  |  |  |  |  |  |  |  |  |                                         |  |  |  |
|  |                                          |  |  |  |  |  |  |  |  |  |  |  |                                         |  |  |  |
|  | 19. Хуана I од Наваре                    |  |  |  |  |  |  |  |  |  |  |  |                                         |  |  |  |
|  |                                          |  |  |  |  |  |  |  |  |  |  |  |                                         |  |  |  |
|  |                                          |  |  |  |  |  |  |  |  |  |  |  |                                         |  |  |  |
|  |                                          |  |  |  |  |  |  |  |  |  |  |  |                                         |  |  |  |
|  | 2. Џон од Гента, војвода од Ланкастера   |  |  |  |  |  |  |  |  |  |  |  |                                         |  |  |  |
|  |                                          |  |  |  |  |  |  |  |  |  |  |  |                                         |  |  |  |
|  |                                          |  |  |  |  |  |  |  |  |  |  |  |                                         |  |  |  |
|  |                                          |  |  |  |  |  |  |  |  |  |  |  |                                         |  |  |  |
|  | 20. Јан II д’Авен, гроф Холандије        |  |  |  |  |  |  |  |  |  |  |  |                                         |  |  |  |
|  |                                          |  |  |  |  |  |  |  |  |  |  |  |                                         |  |  |  |
|  |                                          |  |  |  |  |  |  |  |  |  |  |  |                                         |  |  |  |
|  |                                          |  |  |  |  |  |  |  |  |  |  |  |                                         |  |  |  |
|  | 10. Виљем III де Ено, гроф Холандије     |  |  |  |  |  |  |  |  |  |  |  |                                         |  |  |  |
|  |                                          |  |  |  |  |  |  |  |  |  |  |  |                                         |  |  |  |
|  |                                          |  |  |  |  |  |  |  |  |  |  |  |                                         |  |  |  |
|  |                                          |  |  |  |  |  |  |  |  |  |  |  |                                         |  |  |  |
|  | 21. Филипа Луксембуршка                  |  |  |  |  |  |  |  |  |  |  |  |                                         |  |  |  |
|  |                                          |  |  |  |  |  |  |  |  |  |  |  |                                         |  |  |  |
|  |                                          |  |  |  |  |  |  |  |  |  |  |  |                                         |  |  |  |
|  |                                          |  |  |  |  |  |  |  |  |  |  |  |                                         |  |  |  |
|  | 5. Филипа од Еноа                        |  |  |  |  |  |  |  |  |  |  |  |                                         |  |  |  |
|  |                                          |  |  |  |  |  |  |  |  |  |  |  |                                         |  |  |  |
|  |                                          |  |  |  |  |  |  |  |  |  |  |  |                                         |  |  |  |
|  |                                          |  |  |  |  |  |  |  |  |  |  |  |                                         |  |  |  |
|  | 22. Шарл Валоа, гроф од Валоа            |  |  |  |  |  |  |  |  |  |  |  |                                         |  |  |  |
|  |                                          |  |  |  |  |  |  |  |  |  |  |  |                                         |  |  |  |
|  |                                          |  |  |  |  |  |  |  |  |  |  |  |                                         |  |  |  |
|  |                                          |  |  |  |  |  |  |  |  |  |  |  |                                         |  |  |  |
|  | 11. Жана Валоа                           |  |  |  |  |  |  |  |  |  |  |  |                                         |  |  |  |
|  |                                          |  |  |  |  |  |  |  |  |  |  |  |                                         |  |  |  |
|  |                                          |  |  |  |  |  |  |  |  |  |  |  |                                         |  |  |  |
|  |                                          |  |  |  |  |  |  |  |  |  |  |  |                                         |  |  |  |
|  | 23. Маргарета Анжујска                   |  |  |  |  |  |  |  |  |  |  |  |                                         |  |  |  |
|  |                                          |  |  |  |  |  |  |  |  |  |  |  |                                         |  |  |  |
|  |                                          |  |  |  |  |  |  |  |  |  |  |  |                                         |  |  |  |
|  |                                          |  |  |  |  |  |  |  |  |  |  |  |                                         |  |  |  |
|  | 1. Хенри Бофорт                          |  |  |  |  |  |  |  |  |  |  |  |                                         |  |  |  |
|  |                                          |  |  |  |  |  |  |  |  |  |  |  |                                         |  |  |  |
|  |                                          |  |  |  |  |  |  |  |  |  |  |  |                                         |  |  |  |
|  |                                          |  |  |  |  |  |  |  |  |  |  |  |                                         |  |  |  |
|  |                                          |  |  |  |  |  |  |  |  |  |  |  |                                         |  |  |  |
|  |                                          |  |  |  |  |  |  |  |  |  |  |  |                                         |  |  |  |
|  |                                          |  |  |  |  |  |  |  |  |  |  |  |                                         |  |  |  |
|  |                                          |  |  |  |  |  |  |  |  |  |  |  |                                         |  |  |  |
|  |                                          |  |  |  |  |  |  |  |  |  |  |  |                                         |  |  |  |
|  |                                          |  |  |  |  |  |  |  |  |  |  |  |                                         |  |  |  |
|  |                                          |  |  |  |  |  |  |  |  |  |  |  |                                         |  |  |  |
|  |                                          |  |  |  |  |  |  |  |  |  |  |  |                                         |  |  |  |
|  |                                          |  |  |  |  |  |  |  |  |  |  |  |                                         |  |  |  |
|  |                                          |  |  |  |  |  |  |  |  |  |  |  |                                         |  |  |  |
|  |                                          |  |  |  |  |  |  |  |  |  |  |  |                                         |  |  |  |
|  |                                          |  |  |  |  |  |  |  |  |  |  |  |                                         |  |  |  |
|  | 6. Пејн де Рое, витез из Еноа            |  |  |  |  |  |  |  |  |  |  |  |                                         |  |  |  |
|  |                                          |  |  |  |  |  |  |  |  |  |  |  |                                         |  |  |  |
|  |                                          |  |  |  |  |  |  |  |  |  |  |  |                                         |  |  |  |
|  |                                          |  |  |  |  |  |  |  |  |  |  |  |                                         |  |  |  |
|  |                                          |  |  |  |  |  |  |  |  |  |  |  |                                         |  |  |  |
|  |                                          |  |  |  |  |  |  |  |  |  |  |  |                                         |  |  |  |
|  |                                          |  |  |  |  |  |  |  |  |  |  |  |                                         |  |  |  |
|  |                                          |  |  |  |  |  |  |  |  |  |  |  |                                         |  |  |  |
|  |                                          |  |  |  |  |  |  |  |  |  |  |  |                                         |  |  |  |
|  |                                          |  |  |  |  |  |  |  |  |  |  |  |                                         |  |  |  |
|  |                                          |  |  |  |  |  |  |  |  |  |  |  |                                         |  |  |  |
|  |                                          |  |  |  |  |  |  |  |  |  |  |  |                                         |  |  |  |
|  |                                          |  |  |  |  |  |  |  |  |  |  |  |                                         |  |  |  |
|  |                                          |  |  |  |  |  |  |  |  |  |  |  |                                         |  |  |  |
|  |                                          |  |  |  |  |  |  |  |  |  |  |  |                                         |  |  |  |
|  |                                          |  |  |  |  |  |  |  |  |  |  |  |                                         |  |  |  |
|  | 3. Катарина Свинфорд                     |  |  |  |  |  |  |  |  |  |  |  |                                         |  |  |  |
|  |                                          |  |  |  |  |  |  |  |  |  |  |  |                                         |  |  |  |
|  |                                          |  |  |  |  |  |  |  |  |  |  |  |                                         |  |  |  |

### Галерија
- Џон од Гента, војвода од Ланкастера и отац Хенрија Бофорта. Темпера на платну приписана Лукасу Корнелиусу де Коку, израђена око 1593. године.
- Катарина Свинфорд, љубавница Џона од Гента и мајка Хенрија Бофорта. Ово је илустрација њеног гроба и гроба њене ћерке Џоан, у катедрали у Линколну из 1640. пре него што је опљачкан 1644. године.
- Грб Томаса Бофорта, 1. војводе од Ексетера, брата кардинала Бофорта. Грб је скоро исти као грб куће Бофорт.
- Хенри IV Ланкастер, Бофортов полубрат, савезник и повремени противник. Портрет је настао око 1620. године.
- Хенри V Ланкастер из Каселове историје Енглеске око 1902. године. Хенри је био највећи владар из династије Ланкастер, али у недостатку новца, што није била ретка појава, финансирао га је његов стриц Бофорт.
- Детаљ илуминиране минијатуре из Шрузберијеве књиге из 15. века, који приказује наручилаца књиге Џона Талбота са својим карактеристичним псом. На слици Талбот представља књигу краљу Хенрију VI и краљици Маргарети Анжујској.
- Конгрес у Арасу, 1435. године, слика са странице из Бдења краља Шарла VII, аутора Марцијала од Оверње, Париз, Француска, XV век.
- Опсада Калеа, 1436. године, слика из књиге Марцијала од Оверње, Бдења краља Шарла VII, Париз, Француска, XV век.